# Rotehållare
Rotehållare var ett begrepp inom indelningsverket och betecknade ägare till gård, som bidrog till soldats eller båtsmans underhåll (jämför med båtsmanshåll, indelta armén och rotering). Innehavaren av stamroten (det vill säga största gården i roten, på vars område soldatens bostad vanligen låg) benämndes rotemästare och var ansvarig för att roteringen utfördes. Inom varje båtsmansrote utsåg rotehållarna bland sig en rotemästare, som skulle se till att båtsmannen fick den lön han enligt kontrakt ägde rätt att få av rotehållarna, samt att hans bostad och uthus var i tillräckligt skick.